# Italienische Musikcharts

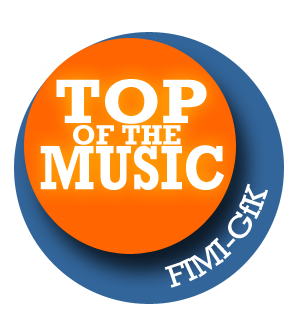
Logo der FIMI-GfK-Charts

Die offiziellen italienischen Musikcharts werden von der Federazione Industria Musicale Italiana (FIMI), der italienischen Landesgruppe der IFPI, veröffentlicht. Sie werden seit 1995 ermittelt und umfassen heute Listen von Liedern, Alben und Schallplatten.

## Geschichte

### Vorgänger
In Italien gab es seit den 50er-Jahren eine Vielzahl verschiedener Hitlisten einzelner Medien. Das wirtschaftsnahe Magazin Musica e dischi ermittelte seit 1959 auf Nachfrage von Billboard wöchentliche Singlecharts, die zunächst nur in den USA veröffentlicht wurden, ab 1963 auch in Italien; seit 1964 (wöchentlich seit 1970) erstellte das Magazin auch Albumcharts. Daneben hatten auch die Hit Parade der RAI (Singlecharts, 1967–1994, ab 1976 unter wechselnden Namen) und die Superclassifica der Zeitschrift TV Sorrisi e Canzoni (Singlecharts seit 1963, Albumcharts seit 1971) größere Bedeutung.

### Entstehung der offiziellen Charts
Die führenden Vertreter der italienischen Musikindustrie hatten sich 1948 zur Associazione Fonografici Italiani (AFI) zusammengeschlossen. Von dieser lösten sich aufgrund interner Konflikte 1992 die multinationalen Konzerne und gründeten ihrerseits die FIMI. Im September 1994 kündigte diese für das Folgejahr erstmals an, eigene Charts zu veröffentlichen. Die bis dahin maßgeblichen italienischen Hitlisten wurden als wenig aussagekräftig und nicht vertrauenswürdig erachtet und sollten daher durch die neuen Charts abgelöst werden, von denen man sich zudem einen Werbeeffekt für die vertretenen Tonträger erhoffte.
Unter dem Namen Top of the Music erschienen im März 1995 schließlich die ersten Albumcharts, die die Verkäufe in der Woche vom 23. Februar bis zum 1. März (und damit die Neueinstiege der Teilnehmer des Sanremo-Festivals) dokumentierten. Sie umfassten 25 Positionen, daneben wurde auch eine eigene Liste aus fünf Positionen für Kompilationen zusammengestellt. Das erste Nummer-eins-Album war Greatest Hits von Bruce Springsteen. Damals basierten die Daten auf stichprobenartigen elektronischen Erhebungen durch das Marktforschungsinstitut Nielsen in 130 von 1.586 berücksichtigten italienischen Musikgeschäften.
Die AFI als Verband der unabhängigen Musikproduzenten protestierte vehement gegen die Charts der FIMI, da diese Singles und Maxisingles nicht berücksichtigten, welche – unter Berufung auf Musica e dischi – zu 61,4 % aus unabhängiger Musikproduktion stammen würden. Seit Januar 1997 veröffentlichte die FIMI daher in Konkurrenz zu Musica e dischi auch Top-10-Singlecharts, welche wiederum in Kritik gerieten, da sie nur CD-, nicht jedoch 12″-Vinyl-Singles umfassten, deren Marktanteil laut AFI damals deutlich größer war.

### Entwicklungen
Zusätzlich zu den Charts für Alben und Kompilationen wurden im Oktober 2003 die Musik-DVD-Charts eingeführt; die erste Top-10-Wertung führte Sting mit Inside the Songs of Sacred an. Im April 2006 erschien zum ersten Mal neben den Mix- und Singlecharts die Top 10 der Downloadcharts, nachdem im Vorjahr bereits über 14 Millionen Titel online gekauft worden waren. Ab 7. Januar 2008 ersetzten diese als Top Digital Download die zu dieser Zeit bestehenden Top 50 der Singlecharts. 2010 übernahm GfK Retail and Technology Italia (später: GfK Italia) die Chartermittlung von Nielsen. Die FIMI begründete den Wechsel damit, dass die Methoden von Nielsen den starken Veränderungen des Marktes nicht mehr gerecht würden. Die Downloadcharts hingegen wurden noch bis 2010 durch Nielsen SoundScan International ermittelt, seit 2011 zeichnet hierfür ebenfalls GfK verantwortlich.
Seit der Woche vom 14. Oktober 2011 berücksichtigen auch die Albumcharts Musikdownloads. Die Einzeltitel-Wertung hingegen wurde am 11. September 2014 um Streaming erweitert, wobei 100 Streams wie ein Download gewertet werden. Eine weitere Neuerung erfolgte 2016: Aufgrund des stark wachsenden Schallplattenmarktes wurden eigene Vinyl-Charts eingeführt, die eine Teilerhebung der Albumcharts darstellen. Gleichzeitig wurden die Musik-DVD-Charts eingestellt. Ab Woche 9/2017 wurde der Streaming-Konversionsfaktor aufgrund des starken Wachstums des Sektors angehoben: Ein Download entsprach nun 130 Streams. Fast drei Jahre nach den Singlecharts berücksichtigten auch die Albumcharts der FIMI ab 7. Juli 2017 Streaming. Ab Januar 2018 flossen nur noch Premium-, also bezahlte, Streams in die Chartberechnung ein.
Mit Anfang 2020 wurden aufgrund der veränderten Rahmenbedingungen Album- und Kompilationencharts zu einer einzigen Liste zusammengeführt. 2024 wurden die Vinyl-Teilcharts durch „physische“ Albumcharts ersetzt, für die Schallplatten-, CD- und MC-Verkäufe gezählt werden. Außerdem werden für die Streamingdaten (sowohl Single- als auch Albumcharts) nun neben den bezahlten Audiostreams auch werbefinanzierte Audio- und Videostreams mit einbezogen. Die Konversionsrate der unterschiedlichen Arten von Streams wird nach dem jeweiligen wirtschaftlichen Wert berechnet (Economic Weighting Model).

## Übersicht über verfügbare Charts

### Offizielle Charts
aktuelle
- Album & Compilation (früher Artisti, dann Album): Album- und Kompilationencharts, seit 1995, aktuell Top 100[25]
- Singoli (früher Digital Download, dann Digital): Download- und Streamingcharts, seit 2006, aktuell Top 100[26]
- CD, Vinili e Musicassette (früher Vinili): Albumcharts für physische Tonträger, seit 2016, aktuell Top 20[27]

ehemalige
- Mix e Singoli: Singlecharts, 1997–2007, bis zu Top 75[14]
- DVD musicali: Musik-DVD-Charts, 2003–2015, bis zu Top 20[28]
- Compilation: Kompilationen-Charts, 1995–2019, bis zu Top 30[28]

### HitParadeItalia

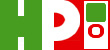
Logo des Projekts

Das Privatprojekt HitParadeItalia (auch Chartitalia) sammelt Daten aus allen verfügbaren italienischen Charts und erstellt daraus eigene Hitlisten. Verfügbar sind u. a. Jahreshitparaden der Singles seit 1947 und der Alben seit 1965 sowie wöchentliche Singlecharts seit 1959. Zugehörig ist auch ein Blog. Guido Racca, einer der Hauptbeteiligten, ist außerdem Betreiber der Chartwebsite www.it-charts.it und Herausgeber diverser Bücher, in denen Daten verschiedener Charts gesammelt sind.

### Weitere Charts (Auswahl)
- EarOne (Top-50-Airplay-Charts, ermittelt durch Erhebungen bei italienischen Radio- und Fernsehsendern): Radio, Italiani und Dance seit 2010, TV (passaggio) seit 2012, TV (punteggio) seit 2014, unabhängige Radios sowie unabhängige Fernsehsender seit 2016, Urban, Latin und Rock seit 2023.[32]

## Statistik
Die folgenden Statistiken beziehen sich nur auf die FIMI-Charts seit 1995/1997; für Gesamtstatistiken inklusive M&D-Daten seit 1960 siehe Liste der Nummer-eins-Hits in Italien!

### Singles und Alben mit den meisten Nummer-eins-Wochen
| Singles | Alben |
| --- | --- |
| 1. Vasco Rossi – Vasco Extended Play (21 Wochen, 2007) 2. Povia – I bambini fanno “ooh…” (20 Wochen, 2005) 3. Liga/Jova/Pelù – Il mio nome è mai più (17 Wochen, 1999) | 1. Lazza – Sirio (21 Wochen, 2022–2023) 2. Vasco Rossi – Vivere o niente (19 Wochen, 2011) 3. Eros Ramazzotti – Dove c’è musica (16 Wochen, 1996) |

### Interpreten mit den meisten Nummer-eins-Wochen
| Singles                                                                                     | Alben                                                                                                  |
| ------------------------------------------------------------------------------------------- | --- |
| 1. Giusy Ferreri (48) 2. Jovanotti (42) 3. Vasco Rossi (41) 4. Madonna (40) 5. Shakira (35) | 1. Vasco Rossi (90) 2. Ligabue (65) 3. Eros Ramazzotti (49) 4. Zucchero (42) 5. Adriano Celentano (35) |

### Interpreten mit den meisten Nummer-eins-Platzierungen
| Singles                                                                | Alben                                               |
| ---------------------------------------------------------------------- | --------------------------------------------------- |
| 1. Sfera Ebbasta (24) 2. Madonna (12) / Fedez (12) 3. Vasco Rossi (10) | 1. Vasco Rossi (19) 2. Ligabue (15) 3. Madonna (11) |

## Belege
1. ↑  Stampa musicale, dopo 70 anni chiude ‘Musica e Dischi’. In: Rockol.it. 30. April 2014, abgerufen am 6. Februar 2015 (italienisch).
2. ↑  Musica e dischi – La storia. Musica e Dischi di Mario De Luigi, archiviert vom Original (nicht mehr online verfügbar) am 6. Februar 2015; abgerufen am 6. Februar 2015 (italienisch).  Info: Der Archivlink wurde automatisch eingesetzt und noch nicht geprüft. Bitte prüfe Original- und Archivlink gemäß Anleitung und entferne dann diesen Hinweis.
3. ↑  Vergleiche die Übersichten auf den Websites Hit Parade Italia und IT-Charts (abgerufen am 5. Februar 2015).
4. 1 2  Mario Luzzatto Fegiz: Arriva la nuova hit parade: “mai più errori o trucchi”. In: Corriere della Sera. 16. September 1994, S. 37 (Onlineartikel [abgerufen am 3. Februar 2015]).
5. ↑  La Storia. AFI, archiviert vom Original (nicht mehr online verfügbar) am 21. April 2018; abgerufen am 1. Juni 2017.  Info: Der Archivlink wurde automatisch eingesetzt und noch nicht geprüft. Bitte prüfe Original- und Archivlink gemäß Anleitung und entferne dann diesen Hinweis.
6. ↑  FIMI – Chi siamo. FIMI, abgerufen am 11. Februar 2015.
7. ↑  Marinella Venegoni: L’Italia si adegua: le rilevazioni delle vendite abbinate direttamente ai registratori di cassa. In: La Stampa. Turin 16. September 1994, S. 25 (Onlineartikel [abgerufen am 14. April 2015]).
8. 1 2  Antonio Dipollina: Un Auditel per i dischi. In: La Repubblica. 7. März 1995, S. 38 (Onlineartikel [abgerufen am 3. Februar 2015]).
9. 1 2 3  Mario Luzzatto Fegiz: Neri per caso a ruota del Boss battono Fiorello. In: Corriere della Sera. 7. März 1995, S. 35 (Onlineartikel [abgerufen am 4. Februar 2015]).
10. ↑  Mark Dezzani: Italy – News. In: Billboard. 14. Juni 1997, S. 57 (Seite in Google Books [abgerufen am 4. Februar 2015]).
11. ↑  La hit dei dvd musicali: Sting al primo posto poi Mina e Pink Floyd. In: Corriere della Sera. 15. Oktober 2003, S. 39 (Onlineartikel [abgerufen am 5. Februar 2015]).
12. ↑  Gianna Nannini in testa alla hit della prima classifica del web. La Repubblica, 10. April 2006, abgerufen am 3. Februar 2015.
13. ↑  Musica Digitale: al via le classifiche ufficiali FIMI-Nielsen Soundscan. FIMI, 11. April 2006, abgerufen am 7. Januar 2024.
14. 1 2  Da oggi scompare la classifica dei cd singoli più venduti, sostituita con quella dei brani più scaricati da Internet. FIMI, 7. Januar 2008, abgerufen am 7. Januar 2024.
15. ↑  Classifiche, dal 2010 FIMI cambia partner (da Nielsen a GfK). In: Rockol.it. 2. Dezember 2009, abgerufen am 3. Februar 2015.
16. ↑  Vergleiche dazu die Jahreswertungen 2010 und 2011 (jeweils als Download im Anhang): Classifiche annuali dei dischi più venditi e dei singoli più scaricati nel 2010. FIMI, 17. Januar 2011, abgerufen am 7. Januar 2024. Classifiche annuali Fimi-GfK: Vasco Rossi con “Vivere o niente” è stato l’album più venduto nel 2011. FIMI, 16. Januar 2012, abgerufen am 7. Januar 2024.
17. ↑  Rivoluzione chart ufficiali FIMI/GfK: Entrano in Top Ten anche gli album digitali. FIMI, 10. Oktober 2011, abgerufen am 7. Januar 2024.
18. ↑  Da oggi nelle classifiche ufficiali dei brani musicali sarà conteggiato anche lo streaming audio. FIMI, 11. September 2014, abgerufen am 7. Januar 2024 (italienisch).
19. ↑  Da gennaio 2016 arriva la classifica FIMI/GfK degli album in vinile. FIMI, 12. Januar 2016, abgerufen am 7. Januar 2024 (italienisch).
20. ↑  [NEWS] Da oggi cambia il fattore di conversion rate ai fini delle rilevazioni per le classifiche singoli. In: Facebook. FIMI, 1. März 2017, abgerufen am 21. März 2017 (italienisch).
21. ↑  Da venerdì 7 luglio lo streaming audio sarà conteggiato anche nelle classifiche album. FIMI, 3. Juli 2017, abgerufen am 7. Januar 2024 (italienisch).
22. ↑  Classifiche Top of the Music: dal 2018 varranno solo gli stream premium. FIMI, 14. Dezember 2017, abgerufen am 7. Januar 2024 (italienisch).
23. ↑  Novità sul fronte delle classifiche di vendita FIMI/GfK. FIMI, abgerufen am 27. Dezember 2019 (italienisch).
24. ↑  Top Of The Music FIMI/GfK: tutte le rilevanti novità a partire dal 2024. FIMI, 23. November 2023, abgerufen am 7. Januar 2024 (italienisch).
25. ↑  Classifiche Album & Compilation. FIMI, abgerufen am 7. Januar 2024.
26. ↑  Classifiche Singoli. FIMI, abgerufen am 7. Januar 2024.
27. ↑  Classifiche CD, Vinili e Musicassette. FIMI, abgerufen am 7. Januar 2024.
28. 1 2  Archivio Classifiche. FIMI, abgerufen am 7. Januar 2024.
29. ↑  Le classifiche di HitParadeItalia. In: HitParadeItalia. Abgerufen am 15. Mai 2015 (italienisch).
30. ↑  Il Blog di ChartItalia. Abgerufen am 15. Mai 2015 (italienisch).
31. ↑  I libri della Serie Hit-Parade. In: IT-Charts.it. Abgerufen am 17. Juli 2015 (italienisch).
32. ↑  EarOne – Classifiche musicali in tempo reale. Abgerufen am 7. Januar 2024 (italienisch).